# Дрепту
Дрепту (рум. Dreptu) — село у повіті Нямц в Румунії. Входить до складу комуни Пояна-Теюлуй.
Село розташоване на відстані 299 км на північ від Бухареста, 44 км на північний захід від П'ятра-Нямца, 130 км на захід від Ясс.

## Населення
За даними перепису населення 2002 року у селі проживали 697 осіб, з них 696 осіб (99,9%) румунів. Рідною мовою 696 осіб (99,9%) назвали румунську.